# Kaísar Alexópoulos
Kaísar D. Alexópoulos (en grec moderne : Καίσαρ Αλεξόπουλος), né le 10 novembre 1909 à Patras (Grèce) et mort le 27 mars 2010 à Athènes, est un physicien grec, professeur à l'Université d'Athènes et membre de l'Académie d'Athènes. Il est également un pionnier du ski en Grèce et réalise une carrière de haut niveau dans ce sport.

## Biographie
Kaísar Alexópoulos naît à Patras le 10 novembre 1909 où il passe son enfance et effectue ses études jusqu'à la fin du lycée. Il étudie l'ingénierie mécanique puis la physique à l'École polytechnique fédérale de Zurich, et obtient son doctorat en 1935 sous la direction de Paul Scherrer avec pour sujet de thèse « Zertrümmerungsversuche an Lithium, Bor und Deuterium » (« Expériences de démolition sur le lithium, le bore et le deutérium »). La même année, il retourne en Grèce. Pendant la Seconde Guerre mondiale, il est affecté à l'escadron motorisé de Patras, mais étant un très bon skieur, il rejoint le bataillon à skis puis de là, il est transféré à l'usine de lampes de la Mésogée.
De 1939 à 1974, Alexópoulos occupe, en tant que professeur régulier, la chaire de physique expérimentale au département de physique de l'Université d'Athènes. Il est également recteur de l'Université d'Athènes dans les années 1970-72, poste dont il démissionne pour protester contre les interventions du régime des colonels au sein de l'enseignement supérieur.
En collaboration avec deux autres physiciens grecs, Panayótis Varótsos et Konstantínos Nomikós, Alexópoulos met au point la méthode VAN de prédiction des séismes, qui reste controversée jusqu'à aujourd'hui.
En 1963, Alexópoulos devient membre de l'Académie d'Athènes, dont il occupe la présidence en 1979. Il est également récipiendaire de l'Ordre du Phénix, tout en occupant des postes de direction à la Royal Research Foundation et au National Natural Sciences Research Center (EKEFE) « Démocrite ».
Il décède à Athènes le 27 mars 2010.
Son ouvrage en cinq volumes intitulé « Physique » couvre tous les champs des sciences physiques (mécanique, électricité et magnétisme, chaleur, optique, physique atomique et nucléaire) et devient un ouvrage de référence dans la littérature scientifique hellénophone.

## Sport
Kaísar Alexópoulos est l'un des premiers à pratiquer le ski en Grèce, sport dans lequel il obtient de nombreux succès nationaux et médailles. Il est plusieurs fois champion panhellénique. Il est membre de l'Association grecque d'alpinisme de Patras ainsi que de l'Association grecque d'alpinisme d'Athènes.
Alexópoulos est champion de Grèce de descente en 1936 à Vérmio. L'année suivante il termine 4e de la descente mais remporte le slalom masculin. En 1938, au championnat panhellénique, il finit 2e du slalom et 1er du slalom sur route de 18 km. Au championnat du Parnasse de la même année, il se classe 2e, puis 3e au championnat du Chelmós, 2e au slalom au championnat du Pélion, 1er du championnat du Zíria et 2e du championnat du Vodiás.
En 1946, il termine 8e en descente aux Jeux de Zíria, les premiers après la Seconde Guerre mondiale, alors qu'il est 6e en slalom. Au championnat panhellénique de 1950, il finit 1er en slalom et 1er en combiné.
Il participe également à l'une des premières éditions du rallye de l'Acropole.

## Distinctions
- Docteur honoris causa de l'Université d'Ioánnina.
- Président de l'Académie d'Athènes en 1979.